# Vartiania
Vartiania is een geslacht van vlinders uit de familie van de Houtboorders (Cossidae). De wetenschappelijke naam en de beschrijving van dit geslacht zijn voor het eerst gepubliceerd in 2004 door Roman Viktorovitsj Jakovlev.
De soorten van dit geslacht komen voor in Centraal-Azië.

## Soorten
- Vartiania beludzhi Yakovlev & Saldaitis, 2016
- Vartiania drangianicus (Grum-Grshimailo, 1902)
- Vartiania musculus (Rothschild, 1912)
- Vartiania sapho Yakovlev, 2007
- Vartiania senganensis (Daniel, 1949)
- Vartiania zaratustra Yakovlev, 2004